# Benická tvrz (Praha)
Benická tvrz je zaniklé sídlo v Praze 10, které se nacházelo jihovýchodně od centra obce mezi ulicemi Květnového povstání a Na Koupaliště. Na místě původního dvora stojí novostavba.

## Historie
Středověká tvrz v Benicích se stala součástí rozsáhlého hospodářského dvora přestavěného v 16. a 17. století. V severní části dvora stála jednopatrová budova s valbovou střechou, v jejímž jádru bylo zaměřeno zesílené zdivo na čtvercovém půdorysu sahající do suterénu a zaklenuté valenou klenbou z lomového kamene. Na klenbě byly patrné stopy šalování, na jejích výbězích při podlaze pak vystavěn přízemní prostor zaklenutý valenou klenbou z cihel s lunetami. Dochovaná část zesíleného zdiva dosahovala při jedné straně až do prvního patra.
Věž středověkého původu byla pobořena do 16. století a její zbytky včleněny do nově vystavěného obytného domu dvora. Tento dům byl zbořen roku 1987, celý dvůr pak demolován počátkem 21. století. Na jeho místě stojí hotel, v místech středověké věže je příjezdová silnice.